# Franz Zigon
Franz Zigon (* 9. März 1924 in Linz; † Juli 2023 in Linz) war ein österreichischer Schwimmer und Wasserballspieler. Bis ins hohe Alter war er auf Leistungsebene im Schwimmsport aktiv.

## Leben & Karriere

### Kindheit und erste Versuche als Schwimmer
Franz Zigon wurde am 9. März 1924 als Einzelkind am Römerberg in Linz in eine Großfamilie geboren. Seine bereits verheirateten Eltern wohnten zu diesem Zeitpunkt noch getrennt voneinander bei ihren eigenen Eltern. Die Mutter zusammen mit sechs weiteren Schwestern und einem Nachzügler-Bruder bei den Großeltern im heute (Stand: 2018) noch immer existierenden Geburtshaus Zigons am Römerberg. Der Großvater war Buchbinder bei der Firma Gutenberg und die Großmutter Hausfrau, die nebenbei einen kleinen Garten bewirtschaftete. Mit drei oder vier Jahren kam Zigon in den Kindergarten, der sich gegenüber seinem Geburtshaus befand. Bald darauf zog die kleine Familie in eine von einem Fleischer vermietete kleine Wohnung in einem uralten und desolaten Gebäude in der Linzer Ludlgasse.
Der Vater, ein Bäcker, versuchte seinen Sohn aus dem verrufenen Viertel heraus an einer besseren Schule unterzubringen. Trotz eines niedrigen Einkommens als Bäckergehilfe in den Spatenbrotwerken konnte der Vater – die Mutter war Hausfrau – seinen Sohn in einer als besser geltenden Volksschule unterbringen. Durch Kartenspielen um Geld verdiente Zigons Vater nebenbei etwas dazu und unterstützte seinen Sohn dadurch, dass dieser ein Instrument (Violine) erlernte. Nach dem Besuch der Volksschule von 1930 bis 1934 kam Zigon in weiterer Folge an die Hauptschule (Goetheschule an der Südtiroler Straße), die er im Jahre 1938 abschloss. Bereits während seiner Volksschulzeit lernte er im Jahre 1932 bei einem Ausflug mit dem Vater in der Rodl das Schwimmen und war noch in jungen Jahren bei einem Schwimmverein in Linz angemeldet. Bereits zu dieser Zeit besuchte er nahezu täglich das Linzer Parkbad, wo er mitunter von Kurt Patuzzi, den er selbst in späteren Jahren als eine Art Ziehvater bezeichnet, trainiert und gefördert wurde. Nach dem Anschluss Österreichs trat Zigon in der Reichsleistungsklasse im Schwimmen in Erscheinung.

### Erfolgreicher Nachwuchsathlet während des NS-Zeit
In die Kriegsjahre fielen laut Zigons eigener Aussage die Höhepunkt seiner sportlichen Karriere, da er in dieser Zeit auch von staatlicher Seite, unter anderem durch das Reichssportamt und die Reichssportführung, unterstützt und als Spitzensportler eingestuft wurde. Als solcher erhielt er größere Rationen, sowie Aufputschmittel. Durch die Reichsleistungsklasse kam Zigon, der im Jahre 1936 beim Städtekampf München gegen Linz im Linzer Hallenbad seinen ersten Wettkampf schwamm, in ganz Deutschland und den weiteren zum Deutschen Reich gehörenden Ländern herum und war nur selten zuhause. Er besuchte Lehrgänge mit Reichssportlehrern und kam durch das Schwimmen zum Wasserball. In besagter Sportart erhielt das illegale Mitglied der Marine-HJ im Jahre 1938 eine Einberufung in die deutsche Jugendnationalmannschaft und absolvierte viele Wettkämpfe. Die Kriegsmarine in Kiel, der einige Spitzensportler angehörten, zeigte in diesen Jahren Interesse an dem erfolgreichen Juniorensportler. Ein Kapitänleutnant machte ihm ein Angebot, dass er sich bei Interesse nur freiwillig zu melden brauche.
Obgleich seines Interesses wollte sich Zigon jedoch nicht freiwillig für den Krieg melden, erhielt aber drei Monate später ohnehin seine Einberufung zur Infanterie. Bei dieser wurde er anfangs in Freistadt und Krumau ausgebildet, ehe er nach Zagreb verlegt wurde. Dort versuchte er sein Schwimmtraining einigermaßen aufrecht zu halten, was nur schwer möglich war. Da es zu dieser Zeit in ganz Zagreb kein Schwimmbad gab, trainierte er unter schikanösen Bedingungen im Winter bei eiskaltem Wasser in der durch Zagreb fließenden Save. In Jugoslawien hatte er bereits im März seinen ersten großen Einsatz in Bihać (im äußersten Nordwesten des heutigen Bosnien und Herzegowina) und verbrachte ein Jahr im Krieg. Dieses Jahr war allerdings durch einige Zwischenaufenthalte und Sonderurlaube wegen des Sports geprägt. Im August 1942 nahm er an den Großdeutschen Jugendmeisterschaften in Breslau teil, wo er unter der Anwesenheit von Baldur von Schirach über 400 Meter Kraulen den dritten Platz belegte. Noch im gleichen Jahr debütierte er auch für die deutsche Wasserballnationalmannschaft der Herren, brachte es allerdings nur zu einem einzigen Länderspieleinsatz.

### Ausbildung zum Radiotechniker und Verwundung im Zweiten Weltkrieg
Durch den Schwager seines Vaters, den Schutzbundführer und selbstständigen Kaufmann eines Radiogeschäftes Ludwig Bernaschek, begann Franz Zigon nach seinem Schulabschluss eine Ausbildung in Bernascheks kleinem Laden in der Mozartstraße in der oberösterreichischen Landeshauptstadt, ehe Bernaschek in ein größeres Geschäft in der Spittelwiese umzog. Obgleich ihm die Verkaufstätigkeiten im Laden mehr zusagten, als die Arbeit in der Werkstatt, wurde Zigon in weiterer Folge Radiotechniker. Während dieser Zeit lernte er den mährisch-österreichischen Autor Otto Stöber kennen, den Zigon in späteren Jahren als seinen zweiten Ziehvater nach Kurt Patuzzi betitelte. Seine Lehrabschlussprüfung legte er 1942 in der Radiotechnischen Werkstätte von Kurt Ansorge in der Linzer Bethlehemstraße ab und wurde, wie bereits erwähnt, kurz danach zur Wehrmacht eingezogen.
Bei seinem Kriegsdienst, den er, wie bereits geschrieben, in Jugoslawien ableistete, wurde er dort beim Kampf gegen die Partisanen Titos in Tuzla verwundet. Nach Lazarettaufenthalten kehrte er wieder in seine Heimatstadt zurück und übte wieder intensiv den Schwimmsport aus. 1943 nahm er daraufhin an einem offiziellen Wasserballwettkampf teil. Zu diesem Zeitpunkt hatte er einen Gipsfuß, den er für den Aufenthalt im Wasser mit zerschnittenen Fahrradschläuchen abband. Dadurch schnürte er sich jedoch das Blut ab, was er jedoch erst später bemerkte und zu einem erheblichen Gesundheitsrisiko geführt hatte. Aufgrund dieses „Vergehens“ hätte er sogar wegen Wehrkraftzersetzung belangt werden können, was jedoch nicht geschah. Das Kriegsende erlebte Zigon in Linz, wo er zu diesem Zeitpunkt schon wieder ein Jahr war. Nach einem doppelten Waden- und Schienbeinbruch des linken Beines hatte er hier einen weiteren Lazarettaufenthalt, nachdem er über Belgrad, Zagreb und das Lazarett im Hotel de France in Wien zu Weihnachten 1943 nach Oberösterreich zurückgekehrt war. Da seine Verletzung auch nicht durch einen Operation ordnungsgemäß behoben werden hätten können, hatte dies eine Verkürzung des Beines zur Folge. Zigon wurde daraufhin vom Arzt heimatdiensttauglich geschrieben und war danach in der Linzer Schlosskaserne eingeteilt, wo er für die Waffenkammer zuständig war. Später wurde er, aufgrund seiner Ausbildung als Radiotechniker, der Nachrichtenabteilung zugeteilt. Bei dieser reparierte er zumeist Radios, hatte aber im Vergleich zu seiner vorangegangenen Dienstzeit große Freiheiten und wurde des Öfteren auch auf Kontrollgänge geschickt. In ebendieser Zeit setzte sich Zigon auch gegen die angekündigte Sprengung der Nibelungenbrücke ein.
Nach dem Kriegsende war Zigon ab 1945 mit am Aufbau der österreichischen Wasserballnationalmannschaft beteiligt und hatte sich zum Ziel gesetzt an den Olympischen Sommerspielen teilzunehmen. Am 15. März 1947 war er als eines von sieben Gründungsmitgliedern an der Gründung des Allgemeinen Sportverband Oberösterreich (ASVOÖ) beteiligt. Hinter Oberst Eduard Schröder (1. Vorsitzender) und Walter Hauer (2. Vorsitzender) gehörte Zigon, der zu diesem Zeitpunkt dem I. Linzer Schwimmklub angehörte, zusammen mit Otto Göbl, Rudolf Pichler, Ernst Steinbacher und Franz Pichler zum Beirat des neuen Sportverbandes. Bei den Olympischen Sommerspielen 1948 in London wäre er als Mitglied der österreichischen Nationalmannschaft qualifiziert gewesen, jedoch wurden die Wasserballer vom ÖOC noch vor Beginn des der Olympiade aus Kostengründen aus dem Teilnehmerfeld gestrichen, was für den damals 24-Jährigen eine schwere Enttäuschung war. Dennoch schaffte er es vier Jahre später mit den Österreichern zu den Olympischen Sommerspielen 1952 in Helsinki. Hier nahm der mittlerweile 28-Jährige am Spiel der ersten Qualifikationsrunde gegen das Vereinigte Königreich teil, wobei Österreich knapp mit 3:4 unterlag. Beim anschließenden 6:0-Sieg in der zweiten Qualifikationsrunde, der gleichzeitig auch die Teilnahme an der nachfolgenden Gruppenphase bedeutete, war Zigon wiederum nicht im Einsatz. In der Gruppe A der Vorrunde traf Österreich am 27. Juli auf Italien, am 29. Juli abermals auf das Vereinigte Königreich, sowie am 30. Juli auf die Vereinigten Staaten. Der gebürtige Linzer kam jedoch nur beim 3:3-Remis gegen Großbritannien, dem einzigen Punktegewinn der Österreicher in dieser Gruppe, zum Einsatz. Als Letzter der Gruppe A schied die österreichische Nationalmannschaft daraufhin aus dem Wettbewerb aus. Über Skandinavien kehrte Zigon, der im Laufe seiner Karriere etwa 13 bis 15 Mal in der österreichischen Nationalmannschaft war, wieder zurück in seine Heimat.

### Rückzug vom Spitzensport und Konzentration aufs Familien- und Berufsleben
Obwohl seine körperliche Leistungsfähigkeit allmählich nachließ, war er noch bis 1960 aktiv bei Landesmeisterschaften als Wasserballspieler im Einsatz. International trat er jedoch nicht mehr in Erscheinung und zog sich zudem weitgehend ins Familienleben zurück. Er konzentrierte sich auf seine Ehe, schaffte durch den Bau eines Hauses im Zaubertal ein Eigenheim und wechselte den Beruf, als er innerhalb der Branche in die Unterhaltungselektronik überging. Aufgrund von Rückenproblemen und Leiden als Spätfolgen seiner Kriegsverletzung erfolgte seine frühe Pensionierung Anfang der 1980er Jahre, als er 57 Jahre alt war. Vor allem nach seiner Pensionierung trat er wieder bei Schwimmwettbewerben an und nahm durch Unterstützung des damaligen ASVÖ-Präsidenten ab einem Alter von etwa 70 Jahren bei Mastersschwimmen teil. Dabei war Zigon, der als Spitzensportler 21-facher Landes- bzw. Gaumeister und fünffacher Staatsmeister wurde, in diversen Altersklassen an über 15 Europa- und Weltmeisterschaft beteiligt. 2011 brach er sich nach einem Sturz von einer Leiter die Schulter, war aber bereits einen Monat später wieder im Wasser und benötigte insgesamt zwei Jahre, ehe er seine Schulter wieder normal belasten konnte. Im Jahre 2013 wurde ihm beim Schwimmtraining schwindelig, woraufhin er ins AKH Linz gebracht wurde und ihm fünf Stents eingesetzt wurden. Eine Woche später begab er sich bereits wieder zu seiner Trainingsstätte und machte erste Schwimmversuche.
Zuletzt absolvierte er im September 2018, mittlerweile 94-jährig, seine nunmehrige Lieblingsdiziplin über 50 Meter Rücken, in der Altersgruppe 90 bis 94 und wurde in dieser mit einer Zeit von 1:32,73 mit 10,32 Sekunden Rückstand auf den rund vier Jahre jüngeren Franzosen Jean Belloc Zweiter. Über 100 Meter Rücken belegte er in der Altersgruppe 90 bis 94 mit einer Zeit von 3:46,17 den dritten Platz. In der Disziplin 4 × 50 Meter Lagen trat er an der Seite von Peter König (* 1940), Erhard Reichel (* 1946) und Alexander Patuzzi (* 1938), dem Sohn seines einstigen Trainers und Förderers Kurt Patuzzi, in Erscheinung und belegte mit seinen drei Teamkollegen vom 1. LSK Heindl den dritten Platz. Ebenso trat er im gemischten 4 × 50 Meter Lagen an und wurde dort mit dem österreichischen Team rund um Elly Kaiser (* 1937), Erhard Reichel (* 1946) und Helga Patuzzi (* 1945), Ehefrau von Alexander Patuzzi, mit einer Zeit von 4:47,82 Dritter. Zudem trat er mit König, Reichel und Patuzzi in der Disziplin 4 × 50 Meter Lagen an und wurde auch in dieser mit einer Zeit von 3:50,29 Dritter. Im gemischten 4 × 50 Meter Freistil errang er zusammen mit Waltraud Woss (* 1951), Alexander Patuzzi (* 1938) und Elly Kaiser (* 1937) mit 3:49,43 einen weiteren dritten Platz.
Nach dem Tod seiner zweiten Frau, mit der er 50 Jahre verheiratet war, im Jahre 2009 verkaufte er das einstige gemeinsame Haus im Zaubertal bei Leonding und zog nach Urfahr in eine Wohnung, im selben Haus, in dem auch seine Tochter wohnt. Sein erstes Kind, ein Sohn, den er zusammen mit seiner ersten Frau, die er 1939 im Linzer Parkbad kennengelernt und nach dem Krieg geheiratet hatte, bekommen hatte, lebt heute in München.
Aufgrund seines Alters und seiner Verwandtschaftsbeziehung zu den Bernascheks wurde er vor allem seit den 2000er Jahren regelmäßig, größtenteils für Berichte in Zeitungen, interviewt und zu seinen Eindrücken zum Februaraufstand 1934, dem Anschluss Österreichs oder die NS-Zeit als Zeitzeuge befragt.